# Антанта (игра)
Антанта  (англ. World War I: The Great War) — компьютерная игра в жанре стратегия в реальном времени, разработанная российской компанией Леста.
В России игра была выпущена компанией Бука в 2003 году, а в мире игра вышла в феврале 2004 года при поддержке издателя Encore Software.

## Геймплей

Кадр из игры

Игра является стратегией в реальном времени, в которой игрок развивает свою экономику и войска для дальнейших побед над противниками.
Всего в игре 5 доступных наций:
- Австро-Венгрия;
- Великобритания;
- Германия;
- Россия;
- Франция.

Игрок может сыграть в одиночную кампанию, однопользовательские миссии и по интернету с живым соперником.

### Экономическая модель
Экономика для всех стран развивается одинаково. Игрок создаёт лесопилки, амбары, электростанции, нефтезаводы и различные шахты для получения полезных ископаемых. В дальнейшем добытые ресурсы можно направить на строительство различных зданий и юнитов, а также проводя различные исследования, существенно усиливающие имеющиеся юниты и здания.

### Армия
Все военные силы игрока можно разделить на несколько видов:
- Пехота — за исключением уникального для каждой из сторон снайперов, остальные виды солдат для них универсальны. Это:
  - Солдат
  - Офицер
  - Огнемётчик
  - Пулемётчик
  - Миномётчик
- Кавалерия — кроме одинакового для всех стран кавалериста, ещё имеется уникальный вид кавалерии.
- Авиация
- Артиллерия
- Танковые войска и зенитки
- Военный флот

## Сюжет
События игры посвящены значимым военным операциям и сражениям Первой мировой войны. Игрок может сыграть в 5 игровых кампаний, каждая из которых посвящена одной из стран-участниц данного военного конфликта, а также по одной кампании за Антанту и Тройственный союз. В ходе кампании игрок участвует в важнейших для данной страны сражениях, иногда меняя их исход.

## Рецензии
| Сводный рейтинг       | Сводный рейтинг     |
| Агрегатор             | Оценка              |
| --------------------- | ------------------- |
| GameRankings          | 46,33 % (6 обзоров) |
| Metacritic            | 57/100 (6 обзоров)  |
| MobyRank              | 48/100              |
| Иноязычные издания    |                     |
| Издание               | Оценка              |
| GameSpot              | 4,8/10              |
| IGN                   | 6,4/10              |
| Русскоязычные издания |                     |
| Издание               | Оценка              |
| Absolute Games        | 60 %                |
| PlayGround.ru         | 7,2/10              |
| «Домашний ПК»         | [ 8 ]               |
| «Игромания»           | 7,5/10              |

Крупнейший российский портал игр Absolute Games поставил игре 60 %. Обозреватель отметил интересную тему игры и обратил внимание на схожесть игры с сериями «Казаки» и «Завоевание Америки», от которых «Антанта» отличалась разве что ограниченным количеством игровых фракций. В недостатки он отнёс простоту игрового процесса, хотя признал, что прохождение одной миссии может занять от 4 до 6 часов. Вердикт сайта: «Если верить центральной прессе, наука никогда не стоит на месте. Не успели мы хорошенько поплакать над безвременной кончиной овечки Долли, как граждане в белых халатах выдали целую лошадь. Увы, наши „научные сотрудники“ о столь грандиозных свершениях пока не мечтают. Выцарапанные у известного донора клетки благополучно зрели положенное количество месяцев, но на выходе получилась лишь очередная горе-овечка. Немного измененный окрас, более крепкие копытца, да шерсть вьется в другую сторону. Очаровательное зрелище, и только».
Журнал Игромания поставил игре 7.5 баллов из 10, отметив, что игра действительно схожа с «Казаками», и раскритиковав искусственный интеллект, чья тактика в игре часто сводилась к «мясным штурмам». Заключение журнала: «„Антанта“ очень зрелищна, этого у неё не отнять. Подкупает как блистательная передача психологической атмосферы Первой мировой, так и точность воспроизведения многих исторических деталей. А вот с увлекательностью получилось как-то не очень. Как ни смешно это звучит, но игра вышла слишком легкой для того, чтобы быть интересной с тактической точки зрения. Впрочем, данный момент может быть исправлен усилением AI и некоторой общей балансировкой. Разработчики, взываем к патчу!»